# Stomorhina
Stomorhina is een geslacht van insecten uit de familie van de bromvliegen (Calliphoridae).

## Soorten
- Stomorhina lunata (Fabricius, 1805) – Sprinkhaanvlieg